# 砂子田隆
砂子田隆（いさこだ たかし、1928年〈昭和3年〉6月12日 - 2019年〈令和元年〉11月10日）は日本の自治官僚。行政局公務員部長、行政局長、消防庁長官、地方職員共済組合理事長、全国知事会事務総長、地方公務員共済組合連合会理事長、行政書士試験研究センター理事長などを歴任。位階は従四位。

## 来歴
岩手県盛岡市出身。東北大学法学部を卒業し、1年後の1952年 地方自治庁入庁。1972年 自治省行政局行政課長。1975年 栃木県副知事。1977年9月 自治省大臣官房審議官。1978年7月 自治省行政局公務員部長。1979年10月15日 自治省行政局長。1982年7月9日 消防庁長官。1984年7月16日 退官。同年8月 地方職員共済組合理事長。1989年8月 全国知事会事務総長。1996年8月 地方公務員共済組合連合会理事長。2000年4月 行政書士試験研究センター理事長。2019年死去。死没日付をもって叙従四位。

## 略歴
- 1952年4月：地方自治庁入庁。
- 1957年：千葉県総務部学事広報課長[2]。
- 1961年：徳島県総務部地方課長[2]。
- 1962年：自治省行政局振興課長補佐[2]。
- 1967年：大阪府万博協力局次長。
- 1968年：自治省大臣官房調査官。
- 1969年：船橋市助役。
- 1971年：自治省行政局振興課長。
- 1972年：自治省行政局行政課長。
- 1975年：栃木県副知事。
- 1977年9月：自治省大臣官房審議官。
- 1978年7月：自治省行政局公務員部長。
- 1979年10月15日：自治省行政局長。
- 1982年7月9日：消防庁長官。
- 1984年7月16日：退官。